# Iridana rougeoti
Iridana rougeoti is een vlinder uit de familie Lycaenidae. De wetenschappelijke naam van de soort is voor het eerst geldig gepubliceerd in 1964 door Henri Stempffer.